# Robin Fletcher
Pour les articles homonymes, voir Fletcher.
Robin Fletcher, né le 30 mai 1922 à Guildford et mort le 15 janvier 2016, est un joueur britannique de hockey sur gazon.

## Biographie
Robin Fletcher fait partie de la sélection britannique de hockey sur gazon médaillée de bronze aux Jeux olympiques d'été de 1952 à Helsinki.
Il est professeur de grec moderne à l'université d'Oxford et fait partie de l'administration du Trinity College.
Il est responsable de la Rhodes House de 1980 à 1989.